# 格罗托莱拉
格罗托莱拉（義大利語：Grottolella），是意大利阿韦利诺省的一个市镇。总面积7.12平方公里，人口1998人，人口密度280.6人/平方公里（2009年）。ISTAT代码为064039。